# 栃折峠
栃折峠（とちおりとうげ）は、富山県富山市と南砺市にまたがる峠。標高は622m。国道471号が走っており、冬季には除雪がなされる。なお、旧利賀村と富山市を直接結ぶ道で冬季除雪がなされるのはこの道が唯一である。

## 特徴
富山市の八尾町栃折と南砺市の利賀村百瀬川にまたがる峠である。峠の西側斜面は急勾配だが、鞍部や東側斜面は比較的緩やかである。

## 歴史
利賀村と八尾町（現・富山市）を結ぶ唯一の峠であり、古くから利賀村の住民に利用されてきた。1959年（昭和34年）12月に雪よけのために栃折隧道が作られたが、1971年（昭和46年）に現国道471号が冬季除雪されるようになると、同隧道は使われなくなり、廃道となった。

## 地名の由来
峠を越えるときに栃の木の枝を折って神に捧げたという、古い風習に由来するとされている。